# West Coast Rugby Football Union
West Coast Rugby Football Union  est la fédération de rugby à XV pour la région de West Coast au sud de la Nouvelle-Zélande. 
L'équipe qui représente la fédération affiliée à la fédération néo-zélandaise de rugby à XV (ou New Zealand Rugby Football Union), joue à Greymouth. Les joueurs de cette équipe participent au Heartland Championship et l'équipe a un partenariat avec les Crusaders.
West Coast avec les provinces de Canterbury, Tasman, Buller, Mid Canterbury et South Canterbury, fournit des joueurs à la franchise des Crusaders de Super 14.

## Clubs affiliés
West Coast Rugby Football Union compte 6 clubs: 
- Blaketown
- Grey Valley
- Kiwi
- Marist
- South Westlands
- Wests

## Joueurs emblématiques
Seulement sept joueurs ont eu l'honneur de connaître une cape chez les All Blacks en appartenant à un club affilié à la West Coast. 
- H.J Atkinson
- H Butland
- John Corbett
- D.F.E Freitas
- G.D.M Gilbert
- R.R King
- Jack Steel